# 河崎なつ
河崎 なつ（かわさき なつ、1889年6月25日 - 1966年11月16日）は、日本の政治家、女性解放運動家、評論家、教師。「母親がかわれば社会がかわる」を唱えて第二次世界大戦後の第1回参院選全国区から日本社会党公認で立候補し初当選。参議院議員を1期務めた。教師として、西村伊作、与謝野夫婦（与謝野鉄幹、与謝野晶子）らと共に1921年に文化学院を創立し、自らも国語の授業を行った。

## 来歴・人物

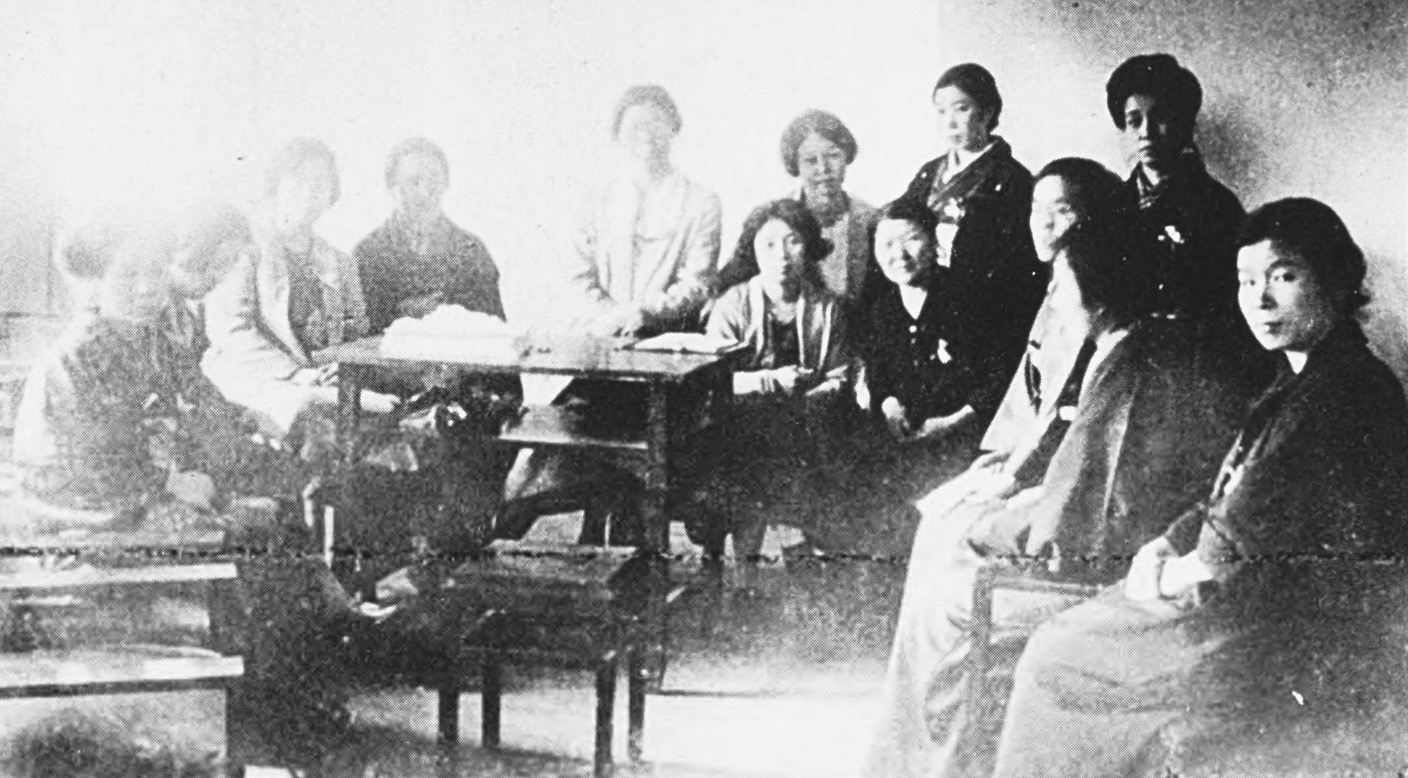
婦選獲得同盟のメンバー。左から3人目が金子しげり、一人おいて市川房枝、坂本真琴、一人おいて久布白落実、そして右端が河崎なつ。1925年撮影。

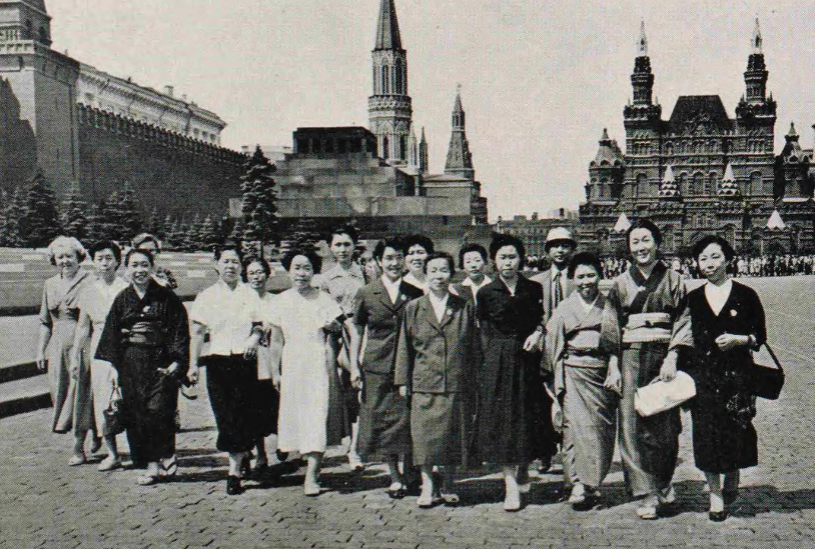
1955年7月、スイスのローザンヌで世界母親大会が開かれ、日本からは河崎を団長とする母親たち14人が参加した。河崎らは大会終了後、モスクワに立ち寄った。赤の広場にて撮影。中央の人物が河崎。

奈良県五條市出身。父・河崎常三郎、母・ さとのあいだに長女として誕生。兄には久太郎、徳太郎、繁太郎の3人を持つ。さとはなつを産んでまもなく結核で死去。常三郎はその後、継母・とみをむかえ、妹・ちかを持つことになった。父は時計屋。奈良師範学校出身。家の近くに芝居小屋があり、そこでよく歌舞伎や芝居、狂言を見ていたため、狂言では立役、女形をこなすことができた。
五條市立五條小学校の教師をしていた1921年に文化学院の創立に関わり、1921年-1941年まで文化学院の教師を務めた。その間1924年に婦人参政権獲得期成同盟会の中央委員を務めた。
1947年の第1回参院選で初当選。日本社会党の参議院議員を務めたが、次期参院選で落選した。
1955年日本母親大会実行委員長を務めた。落選後も白梅学園短期大学教授などをつとめ、累計約60年間教師生活を送った。墓所は青山霊園の無名戦士墓。

## 教師時代
文化学院創立時、学院内で教員経験を持っていたのは河崎だけであった。生徒との接触は一番多く、そのため学院のお母さん的存在だったと言われている。河崎は国語の授業を担当しており、その時の教科書は学院内で作っていた。授業は脱線することが多く、狂言を生徒の前で発表したりもしていた。また、女性の立場というものをよく考えていて、自分でも行動し、生徒にもよく語り、生徒自身にも女性の立場を考えさせていた。

## 著書
- 『職業婦人を志す人のために』 現人社 1932　のち大空社から復刊
- 『新女性読本』 文芸春秋社 1933　のちゆまに書房から復刊
- 『明日に生きる女性』 交蘭社 1934　 のち大空社から復刊
- 『叢書女性論 33の詳細』1996年5月 ISBN 9784756801920
- 『女の暦・姉妹たちよ 1993年版』日本図書センター3月